# Вибори в Чехословаччині
Це огляд виборів до законодавчих органів Чехословаччини за період між 1920 і 1992 роками.

## Перша Республіка
Перший законодавчий орган в Чехословаччині, Революційне національне зібрання, виник не засобом прямих виборів. Його обирали з 1920 р. До двопалатного Національного зібрання Республіки Чехословаччини, до складу якого входили Палата депутатів на 300 і Сенат на 150 членів.  Обидві палати обиралися за пропорційною системою: до Палати депутатів на 6 років, до Сенату на 8 років. Але законодавчі періоди скоротилися, тому вибори були проведені разом в обох палатах (за винятком першого 1920 року).
Склад обох палат кожного разу повністю оновлювався. Виборче право, яке було обов'язковим, на виборах до Палати депутатів надавалось громадянам за досягнення віку 21, до Сенату — 26 років.  Кандидатами до Палати депутатів мали можливість стати громадяни, які досягли 30-річного віку і мали принаймні три роки громадянства, до сенату — за досягнення 45-річного віку і принаймні десять років громадянства. Жупанні й окресні (окружні) начальники не мали можливості бути обрані до парламенту.
- Вибори 18 квітня 1920 р.[cs] до Палати депутатів, травня до Сенату, вибори в Карпатській Русі відбулися в 1924 р.
- вибори 15 листопада 1925 року до обох палат
- вибори 27 жовтня 1929 р.[cs] до обох палат, згідно з новим законом 1927 р., не могли обирати активних членів армії і жандармерії
- Травень 1935 вибори[cs] до обох палат

## Після Другої світової війни
Після війни Національна асамблея мала лише одну палату. Лише партії, асоційовані в Національному фронті, могли вносити кандидатури.
- 26 травня 1946[cs] р. До Установчих зборів[cs]

## Післялютого 1948 року
Після комуністичного перевороту 1948 року система політичних партій була обмеженою і вибори стали лише формальними.  У 1969 році створено Федеральні Збори, що складалися з Палати Народів і Будинку Націй, і представницькі національні збори Чеської Національної Ради та Словацької Національної Ради.
- Вибори до Національних зборів 1948[cs]
- Вибори до Національних Зборів 1954[cs]
- Вибори до Національних Зборів 1960[cs]
- Вибори до Національних Зборів 1964[cs]
- Вибори до Національних Зборів 1968[cs]

- Вибори до Палати депутатів Федеральних Зборів 1971[cs]
  - У той же час відбулися вибори Чеської національної ради 1971[cs] та Словацької національної ради[cs]
- Вибори до Палати депутатів Федеральних Зборів 1976[cs]
  - У той же час відбулися вибори Чеської національної ради 1976[cs] та вибори до Словацької національної ради 1976[cs]
- Вибори до Палати депутатів Федеральних Зборів 1981[cs]
  - У той же час відбулися вибори Чеської національної ради 1981[cs] та вибори до Словацької національної ради 1981[cs]
- Вибори до Палати депутатів Федеральних Зборів 1986[cs]
  - у той же час відбулися вибори Національної ради Чехії 1986[cs] та вибори Національної ради Словаччини 1986[cs]

## Після 1989 року
Після оксамитової революції 1989 року система політичних партій почала відновлюватися, відбулися вільні вибори в червні 1990 року. Після розпуску Федерації національні ради Чехії та Словаччини 1 січня 1993 року змінилися на парламенти новостворених республік Чехія і Словаччина без виборів.
- Вибори до Палати депутатів Федеральних Зборів 1990[cs] р. (Вибори до Національної Ради Чехії 1990[cs], Вибори до Національної Ради Словаччини 1990[cs])
- Вибори до Палати депутатів Федеральних Зборів 1992[cs] року (Вибори до Національної Ради Чехії 1992[cs], Вибори до Національної Ради Словаччини 1992[cs])